# Duilhac-sous-Peyrepertuse
Duilhac-sous-Peyrepertuse  (en occitan Dulhac jos Pèirapertusa ) est une commune française, située dans le département de l'Aude, en région Occitanie. Ses habitants sont appelés les Duilhacais.
Sur le plan historique et culturel, la commune fait partie du massif des Corbières, un chaos calcaire formant la transition entre le Massif central et les Pyrénées. Exposée à un climat méditerranéen, elle est drainée par le Verdouble, le Rec de Riben, le ruisseau d'en Trébals et par divers autres petits cours d'eau. La commune possède un patrimoine naturel remarquable : un site Natura 2000 (les « basses Corbières ») et cinq zones naturelles d'intérêt écologique, faunistique et floristique.
Duilhac-sous-Peyrepertuse est une commune rurale qui compte 145 habitants en 2022, après avoir connu un pic de population de 356 habitants en 1836. Ses habitants sont appelés les Duilhacais ou  Duilhacaises.
Le patrimoine architectural de la commune comprend un immeuble protégé au titre des monuments historiques : le château de Peyrepertuse, classé en 1908.

## Géographie

### Localisation
La commune est située dans les Corbières sur le Verdouble. Elle est limitrophe du département des Pyrénées-Orientales.

### Communes limitrophes
Les communes limitrophes sont  Cucugnan, Maury, Montgaillard, Padern, Rouffiac-des-Corbières, Saint-Paul-de-Fenouillet et Soulatgé.
|                                                | Rouffiac-des-Corbières      | Montgaillard, Padern (par un quadripoint) |
| Soulatgé                                       | Duilhac-sous-Peyrepertuse   | Cucugnan                                  |
| Saint-Paul-de-Fenouillet (Pyrénées-Orientales) | Maury (Pyrénées-Orientales) |                                           |

### Géologie et relief
Enserrée entre deux plis calcaires des Pyrénées, le terroir de Duihac-sous-Peyrepertuse n'est que montagnes. C'est pourquoi ses habitants reçurent le surnom de Sauta-rocs (saute-rochers). Construit sur un éperon rocheux, le village domine un petit cirque où presque toutes les parcelles sont encore cultivées, beaucoup en vignes ; plus haut, c'est le domaine des moutons et des abeilles.
Duilhac-sous-Peyrepertuse se situe en zone de sismicité 3 (sismicité modérée).

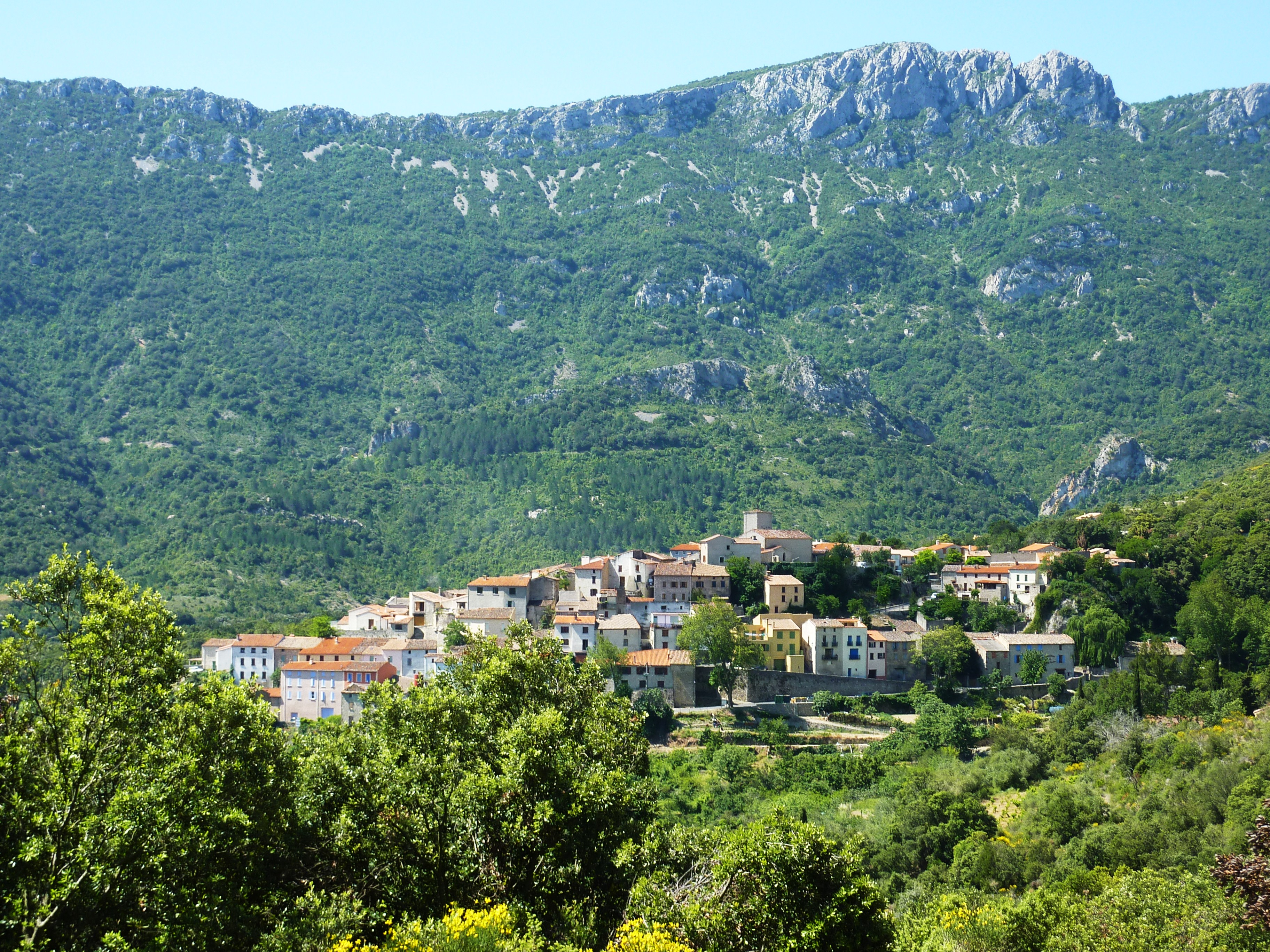
Le bourg et les sommets calcaires qui l'entourent.
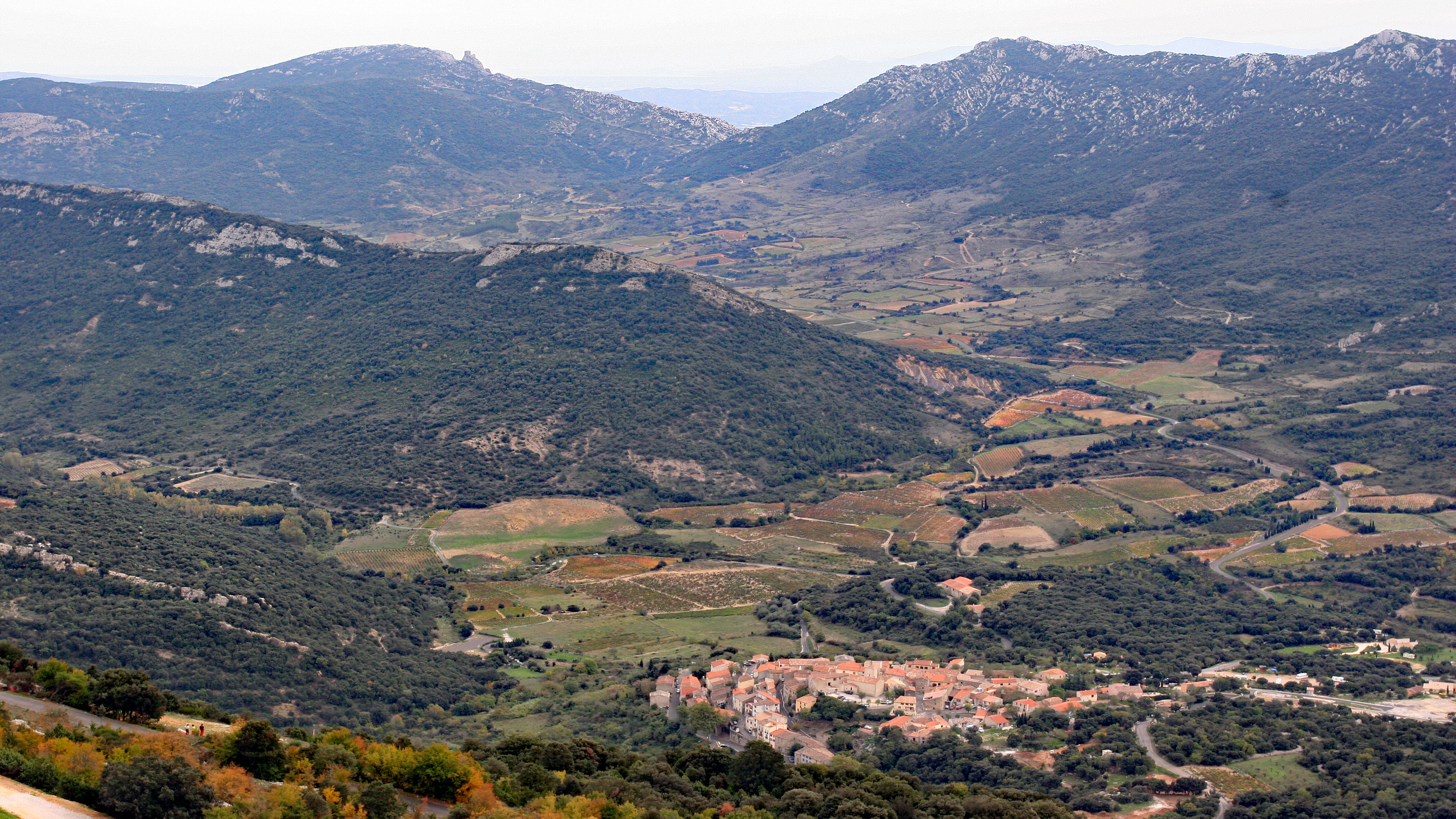
Vue vers le sud-est, au loin le château de Quéribus.
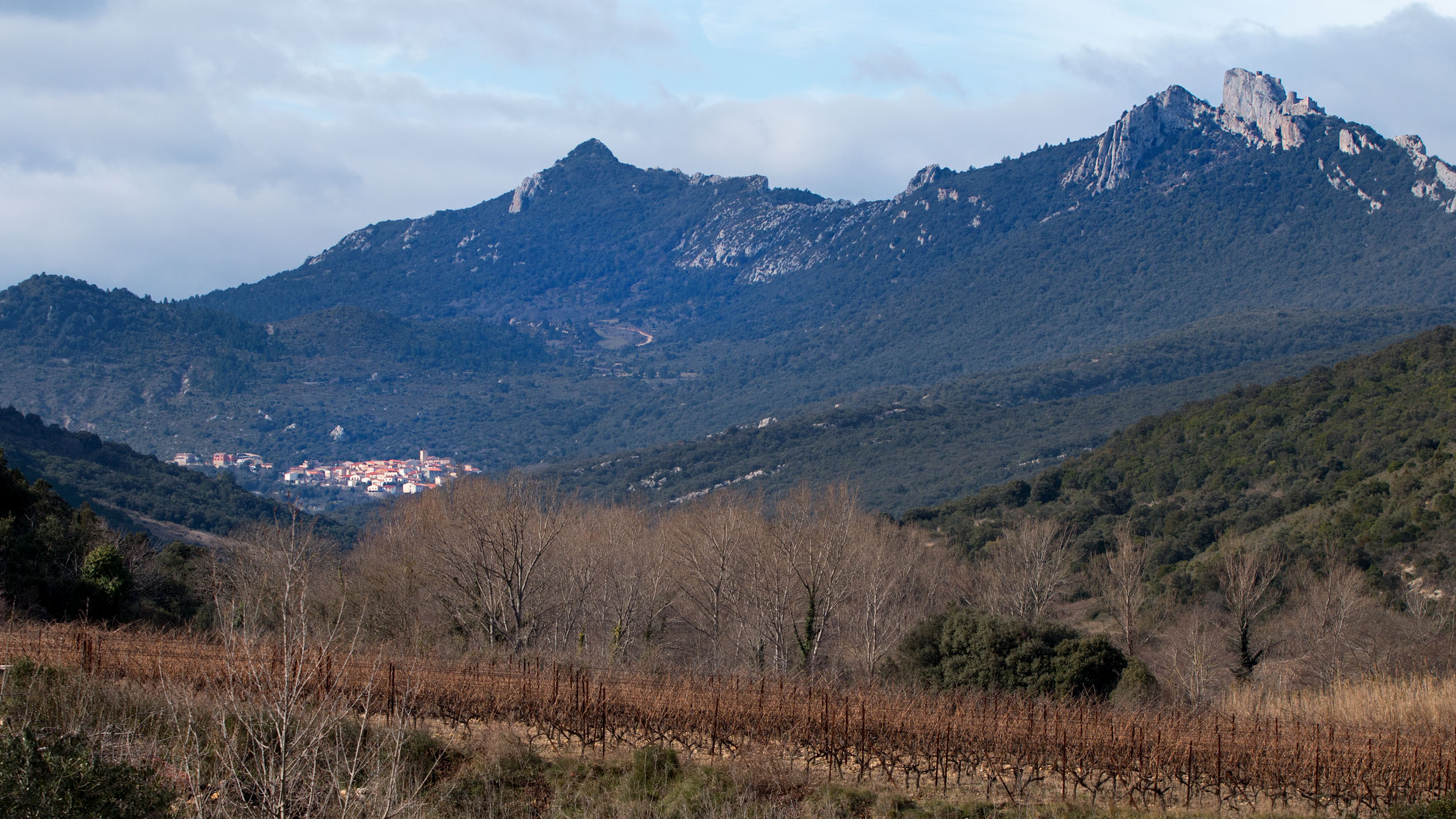
Vue depuis la route de Cucugnan.

### Hydrographie
La commune est dans la région hydrographique « Côtiers méditerranéens », au sein du bassin hydrographique Rhône-Méditerranée-Corse. Elle est drainée par le Verdouble, le Rec de Riben, le ruisseau d'en Trébals, le ruisseau de Combe Bariel, le ruisseau de la Fontaine, le ruisseau de la Grenouillère, le ruisseau des Taquès, le ruisseau du Bouch et le ruisseau du Grès, qui constituent un réseau hydrographique de 23 km de longueur totale,.
Le Verdouble, d'une longueur totale de 46,7 km, prend sa source dans la commune de Soulatgé et s'écoule vers l'est puis se réoriente au sud. Il traverse la commune et se jette dans l'Agly à Estagel.

### Climat
Pour des articles plus généraux, voir Climat de l'Occitanie et Climat de l'Aude.
En 2010, le climat de la commune est de type climat méditerranéen franc, selon une étude s'appuyant sur une série de données couvrant la période 1971-2000. En 2020, Météo-France publie une typologie des climats de la France métropolitaine dans laquelle la commune est dans une zone de transition entre le climat de montagne et le climat méditerranéen et est dans une zone de transition entre les régions climatiques « Pyrénées orientales » et « Provence, Languedoc-Roussillon »0.
Pour la période 1971-2000, la température annuelle moyenne est de 13,8 °C, avec  une amplitude thermique annuelle de 15,2 °C. Le cumul annuel moyen de précipitations est de 755 mm, avec 8,5 jours de précipitations en janvier et 3,4 jours en juillet. Pour la période 1991-2020 la température moyenne annuelle observée sur la station météorologique la plus proche, située sur la commune de Mouthoumet à 11 km à vol d'oiseau, est de 12,5 °C et le cumul annuel moyen de précipitations est de 837,6 mm,. Pour l'avenir, les paramètres climatiques de la commune estimés pour 2050 selon différents scénarios d’émission de gaz à effet de serre sont consultables sur un site dédié publié par Météo-France en novembre 2022.

### Milieux naturels et biodiversité

#### Réseau Natura 2000

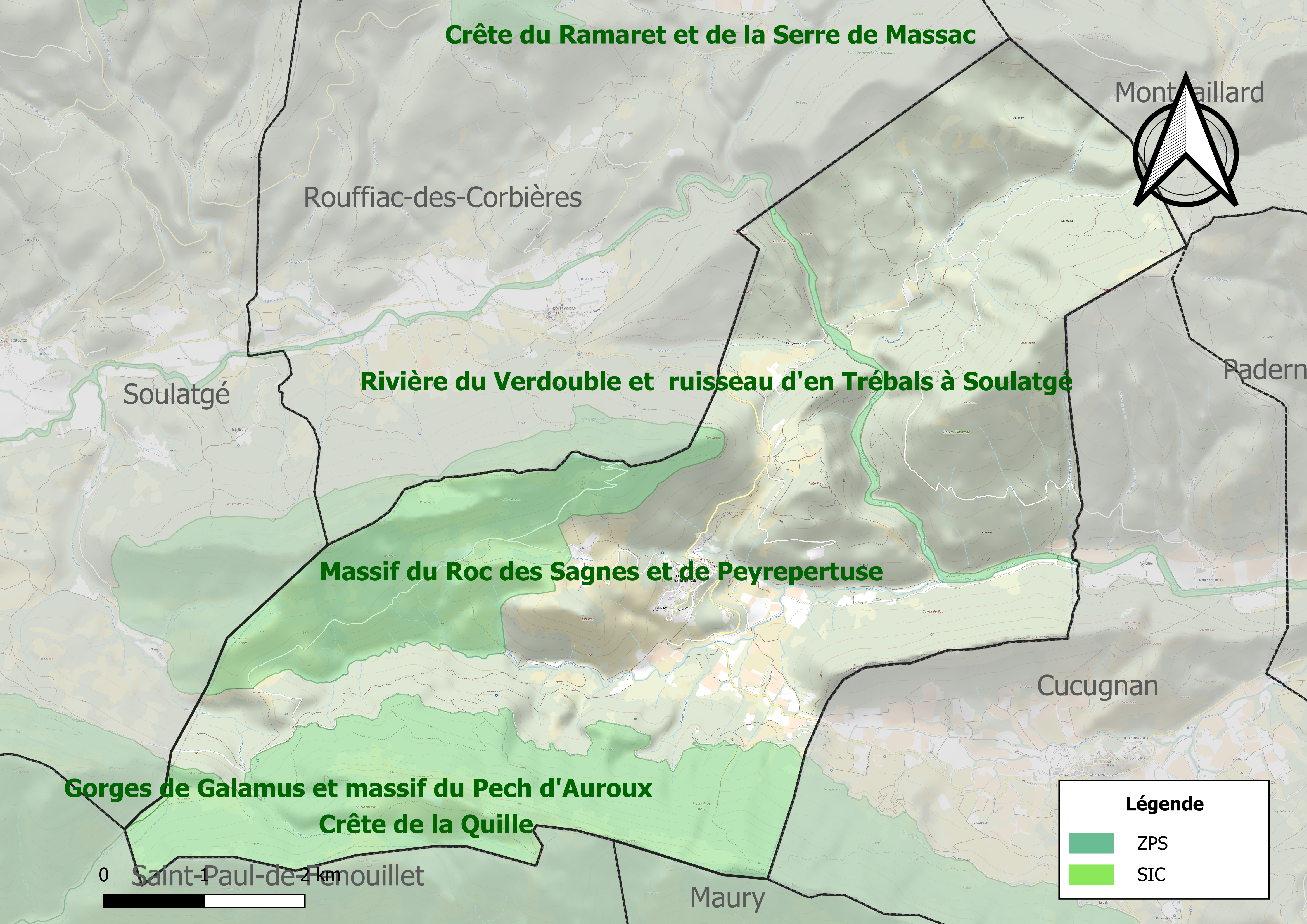
Sites Natura 2000 sur le territoire communal.

Le réseau Natura 2000 est un réseau écologique européen de sites naturels d'intérêt écologique élaboré à partir des directives habitats et oiseaux, constitué de zones spéciales de conservation (ZSC) et de zones de protection spéciale (ZPS). Un site Natura 2000 a été défini sur la commune au titre  de la directive oiseaux : les « basses Corbières », d'une superficie de 29 495 ha, un site important pour la conservation des rapaces : l'Aigle de Bonelli, l'Aigle royal, le Grand-duc d'Europe, le Circaète Jean-le-Blanc, le Faucon pèlerin, le Busard cendré, l'Aigle botté.

#### Zones naturelles d'intérêt écologique, faunistique et floristique
L’inventaire des zones naturelles d'intérêt écologique, faunistique et floristique (ZNIEFF) a pour objectif de réaliser une couverture des zones les plus intéressantes sur le plan écologique, essentiellement dans la perspective d’améliorer la connaissance du patrimoine naturel national et de fournir aux différents décideurs un outil d’aide à la prise en compte de l’environnement dans l’aménagement du territoire. Trois ZNIEFF de type 1 sont recensées sur la commune :
- la « crête de la Quille » (1 391 ha), couvrant 4 communes dont 2 dans l'Aude et 2 dans les Pyrénées-Orientales[18] ;
- le « massif du Roc des Sagnes et de Peyrepertuse » (452 ha), couvrant 3 communes du département[19] ;
- la « rivière du Verdouble et ruisseau d'en Trébals à Soulatgé » (71 ha), couvrant 5 communes du département[20] ;

et deux ZNIEFF de type 2, : 
- les « Corbières centrales » (68 810 ha), couvrant 56 communes dont 54 dans l'Aude et 2 dans les Pyrénées-Orientales[21] ;
- le « massif du Fenouillèdes septentrional » (14 046 ha), couvrant 14 communes dont 9 dans l'Aude et 5 dans les Pyrénées-Orientales[22].

Carte des ZNIEFF de type 1 et 2 à Duilhac-sous-Peyrepertuse.
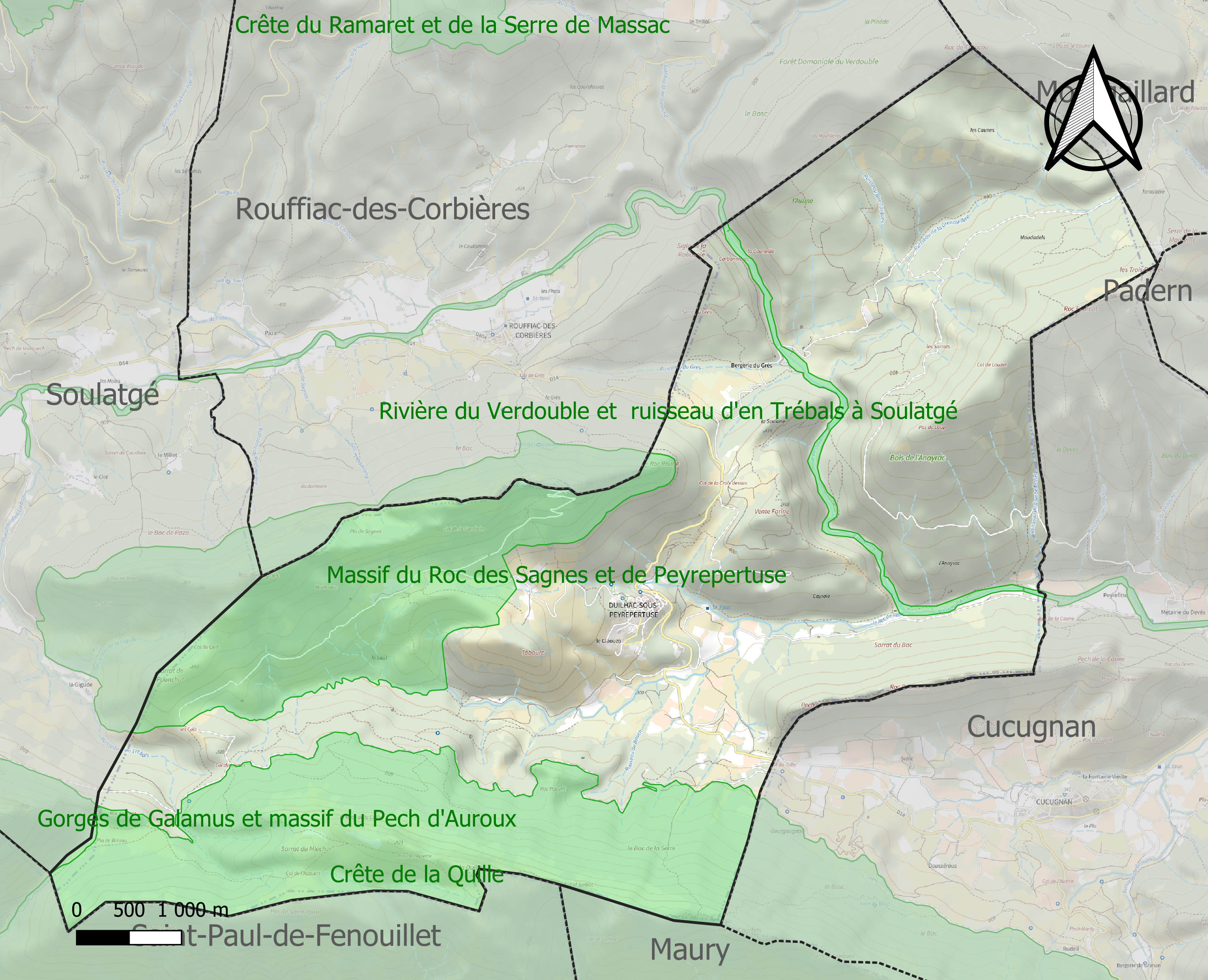
Carte des ZNIEFF de type 1 sur la commune.
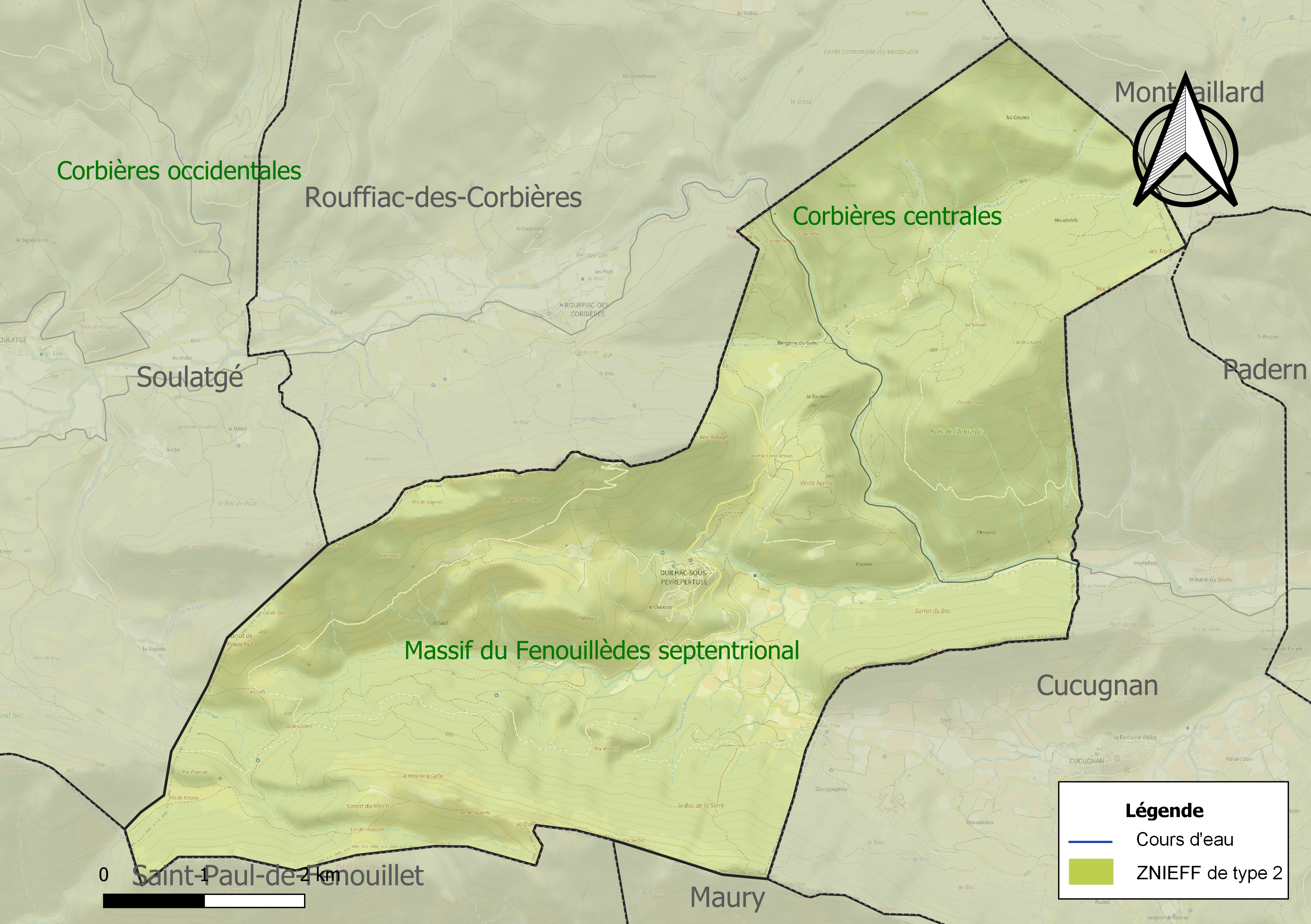
Carte des ZNIEFF de type 2 sur la commune.

## Urbanisme

### Typologie
Au 1er janvier 2024, Duilhac-sous-Peyrepertuse est catégorisée commune rurale à habitat dispersé, selon la nouvelle grille communale de densité à 7 niveaux définie par l'Insee en 2022.
Elle est située hors unité urbaine et hors attraction des villes,.

### Occupation des sols
L'occupation des sols de la commune, telle qu'elle ressort de la base de données européenne d’occupation biophysique des sols Corine Land Cover (CLC), est marquée par l'importance des forêts et milieux semi-naturels (91,7 % en 2018), une proportion sensiblement équivalente à celle de 1990 (91,8 %). La répartition détaillée en 2018 est la suivante : forêts (61 %), milieux à végétation arbustive et/ou herbacée (30,3 %), zones agricoles hétérogènes (5,1 %), cultures permanentes (3,3 %), espaces ouverts, sans ou avec peu de végétation (0,5 %). L'évolution de l’occupation des sols de la commune et de ses infrastructures peut être observée sur les différentes représentations cartographiques du territoire : la carte de Cassini (XVIIIe siècle), la carte d'état-major (1820-1866) et les cartes ou photos aériennes de l'IGN pour la période actuelle (1950 à aujourd'hui).

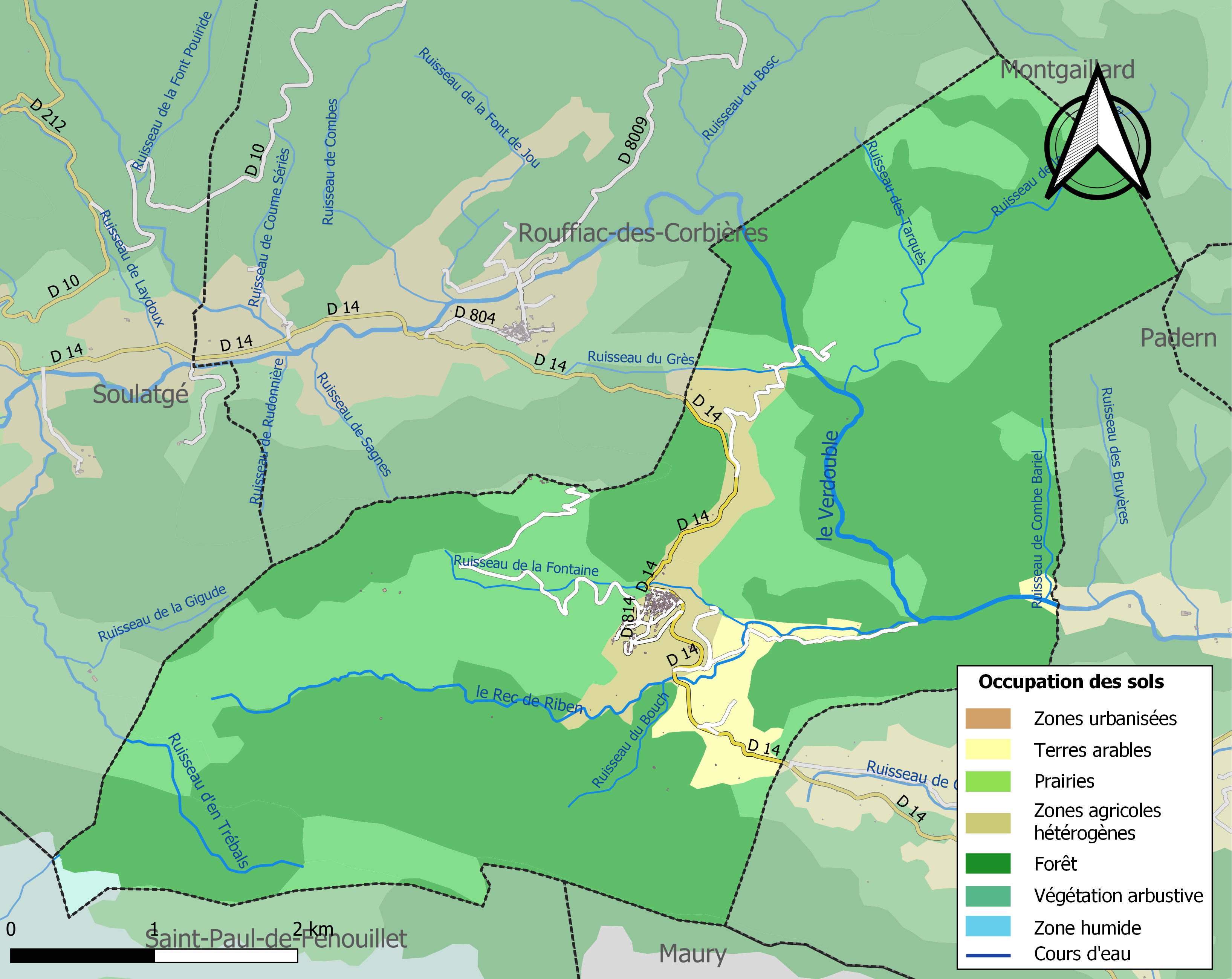
Carte des infrastructures et de l'occupation des sols de la commune en 2018 (CLC).

### Risques majeurs
Le territoire de la commune de Duilhac-sous-Peyrepertuse est vulnérable à différents aléas naturels : météorologiques (tempête, orage, neige, grand froid, canicule ou sécheresse), inondations, feux de forêts et séisme (sismicité modérée). Un site publié par le BRGM permet d'évaluer simplement et rapidement les risques d'un bien localisé soit par son adresse soit par le numéro de sa parcelle.
Certaines parties du territoire communal sont susceptibles d’être affectées par le risque d’inondation par débordement de cours d'eau, notamment le Verdouble. La commune a été reconnue en état de catastrophe naturelle au titre des dommages causés par les inondations et coulées de boue survenues en 1982, 1987, 1992, 1995, 1996, 1999, 2009 et 2014,.

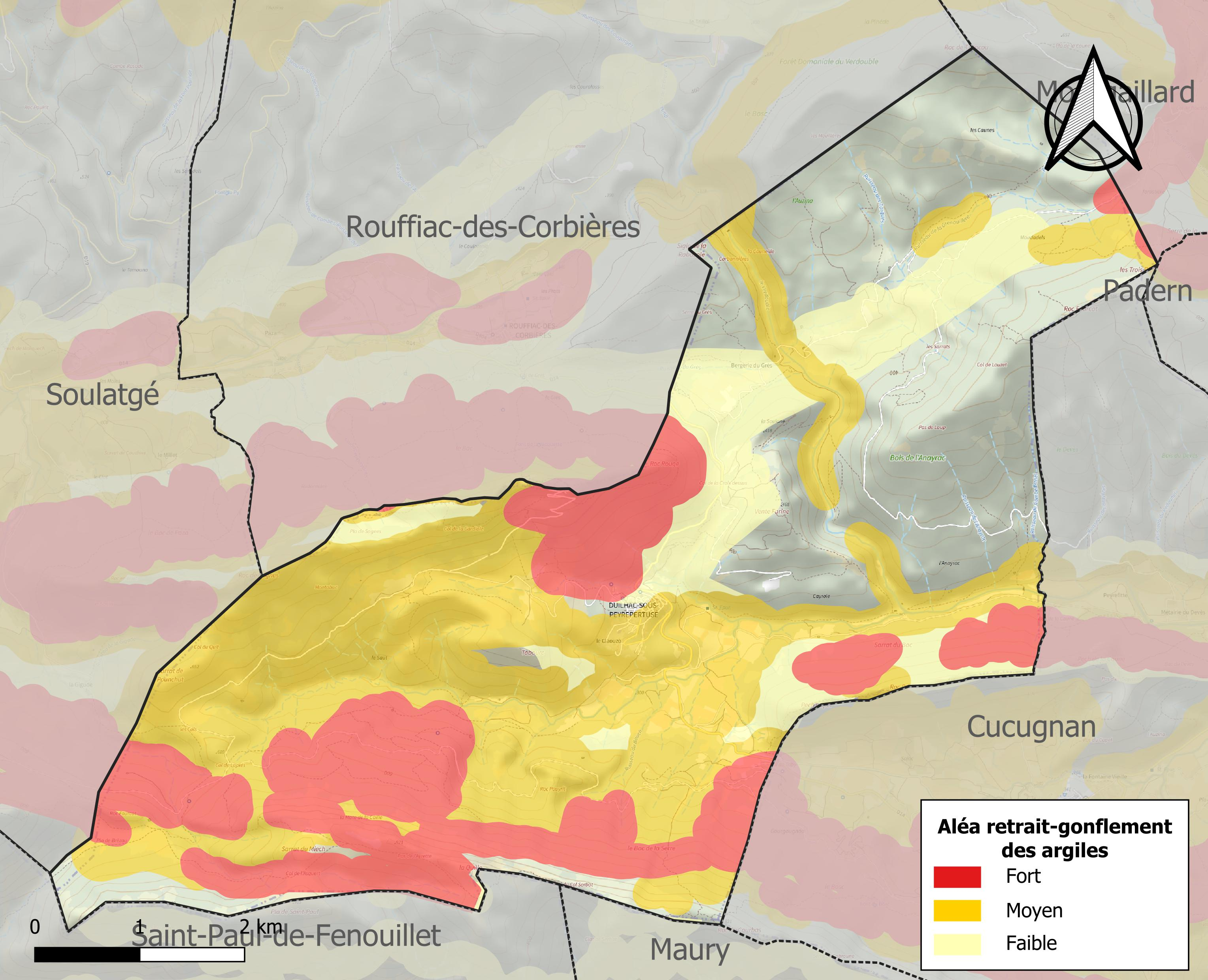
Carte des zones d'aléa retrait-gonflement des sols argileux de Duilhac-sous-Peyrepertuse.

Le retrait-gonflement des sols argileux est susceptible d'engendrer des dommages importants aux bâtiments en cas d’alternance de périodes de sécheresse et de pluie. 59,2 % de la superficie communale est en aléa moyen ou fort (75,2 % au niveau départemental et 48,5 % au niveau national). Sur les 134 bâtiments dénombrés sur la commune en 2019, 93 sont en aléa moyen ou fort, soit 69 %, à comparer aux 94 % au niveau départemental et 54 % au niveau national. Une cartographie de l'exposition du territoire national au retrait gonflement des sols argileux est disponible sur le site du BRGM,.

## Toponymie
Duilhac a pris le nom de Duilhac-sous-Peyrepertuse le 5 mai 1976.

## Histoire

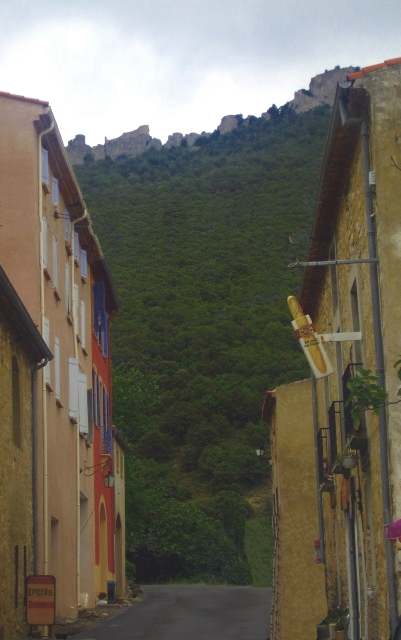
Rue du village dominée par le château de Peyrepertuse.

## Politique et administration

### Découpage territorial
La commune de Duilhac-sous-Peyrepertuse est membre de la communauté de communes Corbières Salanque Méditerranée, un établissement public de coopération intercommunale (EPCI) à fiscalité propre créé le 8 décembre 2016 dont le siège est à Claira. Ce dernier est par ailleurs membre d'autres groupements intercommunaux.
Sur le plan administratif, elle est rattachée à l'arrondissement de Narbonne, au département de l'Aude, en tant que circonscription administrative de l'État, et à la région Occitanie.
Sur le plan électoral, elle dépend du canton des Corbières pour l'élection des conseillers départementaux, depuis le redécoupage cantonal de 2014 entré en vigueur en 2015, et de la troisième circonscription de l'Aude  pour les élections législatives, depuis le redécoupage électoral de 2010.

### Liste des maires
| Période                                  | Période  | Identité      | Étiquette | Qualité |
| ---------------------------------------- | -------- | ------------- | --------- | --- |
| 2001                                     | mai 2020 | Sébastien Pla | PS        | Viticulteur Conseiller général du Canton de Tuchan (2011→2015) Conseiller régional d'Occitanie (2016→2021) Sénateur de l'Aude (depuis 2020) |
| mai 2020                                 | En cours | Alex Rainero  |           | |
| Les données manquantes sont à compléter. |          |               |           | |

## Démographie
L'évolution du nombre d'habitants est connue à travers les recensements de la population effectués dans la commune depuis 1793. Pour les communes de moins de 10 000 habitants, une enquête de recensement portant sur toute la population est réalisée tous les cinq ans, les populations de référence des années intermédiaires étant quant à elles estimées par interpolation ou extrapolation. Pour la commune, le premier recensement exhaustif entrant dans le cadre du nouveau dispositif a été réalisé en 2008.

En 2022, la commune comptait 145 habitants, en évolution de −1,36 % par rapport à 2016 (Aude : +2,65 %, France hors Mayotte : +2,11 %).
| 1793 | 1800 | 1806 | 1821 | 1831 | 1836 | 1841 | 1846 | 1851 |
| ---- | ---- | ---- | ---- | ---- | ---- | ---- | ---- | ---- |
| 259  | 311  | 300  | 291  | 351  | 356  | 351  | 325  | 322  |

| 1856 | 1861 | 1866 | 1872 | 1876 | 1881 | 1886 | 1891 | 1896 |
| ---- | ---- | ---- | ---- | ---- | ---- | ---- | ---- | ---- |
| 327  | 328  | 336  | 305  | 316  | 287  | 285  | 284  | 267  |

| 1901 | 1906 | 1911 | 1921 | 1926 | 1931 | 1936 | 1946 | 1954 |
| ---- | ---- | ---- | ---- | ---- | ---- | ---- | ---- | ---- |
| 254  | 255  | 225  | 231  | 215  | 203  | 190  | 199  | 170  |

| 1962 | 1968 | 1975 | 1982 | 1990 | 1999 | 2006 | 2008 | 2013 |
| ---- | ---- | ---- | ---- | ---- | ---- | ---- | ---- | ---- |
| 146  | 111  | 97   | 94   | 87   | 104  | 120  | 124  | 147  |

| 2018 | 2022 | - | - | - | - | - | - | - |
| ---- | ---- | - | - | - | - | - | - | - |
| 145  | 145  | - | - | - | - | - | - | - |

## Économie

### Emploi
| Division       | 2008   | 2013   | 2018   |
| -------------- | ------ | ------ | ------ |
| Commune        | 7,1 %  | 15,6 % | 19,2 % |
| Département    | 10,2 % | 12,8 % | 12,6 % |
| France entière | 8,3 %  | 10 %   | 10 %   |

En 2018, la population âgée de 15 à 64 ans s'élève à 73 personnes, parmi lesquelles on compte 80,8 % d'actifs (61,6 % ayant un emploi et 19,2 % de chômeurs) et 19,2 % d'inactifs,. En  2018, le taux de chômage communal (au sens du recensement) des 15-64 ans est supérieur à celui du département et de la France, alors qu'en 2008 la situation était inverse.
La commune est hors attraction des villes,. Elle compte 32 emplois en 2018, contre 40 en 2013 et 35 en 2008. Le nombre d'actifs ayant un emploi résidant dans la commune est de 46, soit un indicateur de concentration d'emploi de 69,7 % et un taux d'activité parmi les 15 ans ou plus de 50,8 %.
Sur ces 46 actifs de 15 ans ou plus ayant un emploi, 23 travaillent dans la commune, soit 50 % des habitants. Pour se rendre au travail, 73,9 % des habitants utilisent un véhicule personnel ou de fonction à quatre roues, 2,2 % les transports en commun, 15,2 % s'y rendent en deux-roues, à vélo ou à pied et 8,7 % n'ont pas besoin de transport (travail au domicile).

### Activités hors agriculture

#### Secteurs d'activités
20 établissements sont implantés  à Duilhac-sous-Peyrepertuse au 31 décembre 2019. Le secteur du commerce de gros et de détail, des transports, de l'hébergement et de la restauration est prépondérant sur la commune puisqu'il représente 50 % du nombre total d'établissements de la commune (10 sur les 20 entreprises implantées  à Duilhac-sous-Peyrepertuse), contre 32,3 % au niveau départemental.

#### Entreprises
L' entreprise ayant son siège social sur le territoire communal qui génère le plus de chiffre d'affaires en 2020 est : 
- Arnopla, restauration traditionnelle (72 k€)

En contrebas du village, l'ancien moulin à huile dont la meule était actionnée par un mulet s'est arrêté en 1921 et est désormais transformé en auberge. Au début du XXe siècle, les oliviers étaient encore nombreux dans la vallée du Verdouble. La récolte des olives s'effectuait en hiver : "A la Saint-André [le 30 novembre], la gaule sur l'olivier". Autre dicton : "Celui qui cueille les olives avant janvier laisse l'huile sur l'olivier".

### Agriculture
|                                   | 1988 | 2000 | 2010 |
| --------------------------------- | ---- | ---- | ---- |
| Exploitations                     | 19   | 14   | 7    |
| Superficie agricole utilisée (ha) | 118  | 187  | 213  |

La commune fait partie de la petite région agricole dénommée « Région viticole ». En 2010, l'orientation technico-économique de l'agriculture  sur la commune est la viticulture (appellation et autre). Sept exploitations agricoles ayant leur siège dans la commune sont dénombrées lors du recensement agricole de 2010 (douze en 1988). La superficie agricole utilisée est de 213 ha.

## Culture locale et patrimoine

### Lieux et monuments
Le village a conservé son centre ancien médiéval, appelé le Fort et correspondant probablement aux murailles du XIVe siècle. Des vestiges de cette enceinte polygonale sont encore visibles, notamment au sud de l'église.
- L'église Saint-Michel de Duilhac-sous-Peyrepertuse, de style roman, se situe dans le village.
- Église Sainte-Marie de Duilhac-sous-Peyrepertuse.
- Chapelle San-Jordi de Duilhac-sous-Peyrepertuse. La chapelle est dédiée à san Jordi, saint Georges en français.
- Le village est niché contre une crête rocheuse au sommet de laquelle se trouve le château de Peyrepertuse. Ce dernier accueille près de 100 000 visiteurs par an. On peut accéder à sa billetterie en voiture, et à partir de là un sentier cathare mène jusqu'au château (compter un quart d'heure).
- À partir de Duilhac, il est possible de faire de l'escalade dans la falaise du château de Peyrepertuse et les « voiles » calcaire à l'ouest du château. Un site présente ces voies d'escalades et donne leur topos, et présente aussi les randonnées au départ de Duilhac. On y fait aussi du parapente, et beaucoup de baigneurs apprécient les cascades et gorges du Verdouble.

### Personnalités liées à la commune
- Henri-Paul Eydoux, haut fonctionnaire, résistant et homme de lettres est enterré dans le cimetière de Duilhac.

### Héraldique
| Blason de Duilhac-sous-Peyrepertuse | Blason  | D’azur aux trois fleurs de lys d’or.             |
| Blason de Duilhac-sous-Peyrepertuse | Détails | Le statut officiel du blason reste à déterminer. |